# نينوس كورية
نينوس كورية (بالبرتغالية: Adelino Augusto Graça Barbosa Barros‏) (27 يناير 1962 ببرايا في الرأس الأخضر - 10 يونيو 2021) هو لاعب كرة قدم برتغالي في مركز حراسة المرمى. شارك مع منتخب البرتغال لكرة القدم. أما مع النوادي، فقد لعب مع فيتوريا دي غيماريش ونادي بنفيكا ونادي فيتوريا سيتوبال ونادي بايرنسيه.

## وصلات خارجية
- نينوس كورية على موقع قاعدة بيانات كرة القدم.إي يو (الإنجليزية)
- نينوس كورية على موقع ليكيب (الفرنسية)
- نينوس كورية على موقع ناشيونال فوتبول تيمز (الإنجليزية)
- نينوس كورية على موقع Soccerway.com (الإنجليزية)
- نينوس كورية على موقع عالم كرة القدم.نت (الإنجليزية)